# Фред Хејл
Фредерик „Фред“ Харолд Хејл II (енгл. Frederick Harold “Fred” Hale II; Њу Шерон, 1. децембар 1890 — Сиракјус, 19. новембар 2004) био је амерички суперстогодишњак који је према гинисовој књизи рекорда носио титулу најстаријег живог мушкарца на свету у периоду од 5. марта до 19. новембра 2004. године.

## Биографија
Фред Хејл рођен је у Њу Шерону, Мејн, Сједињене Америчке Државе, 1. децембра 1890. године. Његови родитељи, Фред Хејл I и Нети Хејл, живели су 91 годину. 1910. године, оженио се Флором Мурс и имали су петоро деце: Нормана (1920—2004), Роберта (1916—1918), Мјуријел (1910—1970), Кери (1913—1992) и Фреда Млађег (1922—2019). Своју каријеру провео као радник поште и пчелар. Његова супруга преминула је 1979. године, након 69 година брака.
Када је имао 95 година, посетио је свог унука у Јапану. На њиховом повратку, зауставио се на Хавајима, где је сурфовао први пут у животу. У доби од 100 година посетио је Европу, заједно са својим најстаријим сином Норманом и снајом, како би посетили места где је његов син служио војни рок током Другог светског рата. До своје 103. године лопатом је скидао снег са крова, а аутомобил је возио до своје 108. године. Након операције катаракте у доби од 109 и 110 година, и даље је имао необично добар вид за суперстогодишњака. Своју дуговечност и недостатак артритиса приписивао је свакодневном једењу пчелињег полена и меда.
24. фебруара 2003, након смрти 113-годишњег Џона Макморана из Флориде, постао је најстарији живи мушкарац у Сједињеним Америчким Државама.
5. марта 2004, након смрти 114-годишњег Џоуна Рјудаветса из Шпаније, постао је најстарији живи мушкарац на свету.
Фред Хејл преминуо је у Сиракјусу, Њујорк, Сједињене Америчке Државе, 19. новембра 2004. године, у доби од 113 година и 354 дана. Након његове смрти, тада 113-годишњи Емилијано Меркадо дел Торо из Порторика, преузео је титулу најстаријег живог мушкарца на свету.